# Matteo Signani
Matteo Signani (* 5. Juni 1979 in Cesena, Italien) ist ein italienischer Profiboxer und zweimaliger Europameister (EBU) im Mittelgewicht.

## Boxkarriere
Matteo Signani begann mit dem Boxen im Alter von 14 Jahren bei einem Boxclub in Santarcangelo di Romagna. Sein größter Erfolg als Amateurboxer war der Gewinn der Silbermedaille im Mittelgewicht bei den italienischen Meisterschaften 2003. Sein Profidebüt gewann er am 1. April 2007.
Nach fünf Siegen, zwei Niederlagen und einem Unentschieden boxte er im Oktober 2008 um den italienischen Meistertitel, verlor jedoch durch Mehrheitsentscheidung der Punktrichter gegen Gaetano Nespro. Den Rückkampf, und damit auch den Titel, gewann er im Januar 2010 durch Technischen Knockout (TKO) in der achten Runde und verteidigte den Gürtel gegen Lorenzo Cosseddu und Giovanni de Carolis, sowie in Rückkämpfen gegen Nespro und Cosseddu. Erst im März 2012 verlor er den Titel an Simone Rotolo, gewann ihn jedoch im Juli 2013 gegen Stefano Loriga wieder zurück.
Am 2. Mai 2014 boxte er um die vakante Meisterschaft der Europäischen Union des europäischen Verbandes EBU gegen István Szili und erreichte ein Unentschieden. Den Titel gewann er jedoch im nächsten Anlauf am 6. Dezember 2014 gegen Ahmed Rifaie einstimmig nach Punkten. In seinem nächsten Kampf am 8. August 2015 besiegte er Rafael Pintos beim Kampf um den Titel WBA-Intercontinental durch TKO in der achten Runde.
Am 3. Dezember 2016 boxte er erstmals um die EBU-Europameisterschaft, verlor jedoch durch geteilte Entscheidung gegen Emanuele Blandamura. Seinen nächsten Titelkampf bestritt er am 12. August 2018 und sicherte sich den Titel IBF-Latino durch TKO in der neunten Runde gegen Riccardo Lecca.
Am 11. Oktober 2019 boxte er erneut um den EBU-Europameistertitel und gewann durch geteilte Entscheidung gegen Gevorg Khatchikian. Im Oktober 2020 verteidigte er den Titel durch Knockout in der zweiten Runde gegen den Franzosen Maxime Beaussire und im November 2021 einstimmig nach Punkten gegen den Spanier Ruben Diaz.
Im Juni 2022 verlor er in seiner dritten Titelverteidigung gegen Anderson Prestot, gewann jedoch den direkten Rückkampf am 18. November 2022 durch TKO in der siebenten Runde und wurde damit erneut Europameister der EBU. Den Titel verlor er im November 2023 an den Briten Tyler Denny.